# كريستوفر بيركت
كريستوفر بيركت (بالإنجليزية: Christopher Burkett)‏ هو مصور أمريكي، ولد في 1951.

## وصلات خارجية
- الموقع الرسمي
- كريستوفر بيركت على موقع ميوزك برينز (الإنجليزية)